# Хет, Уильям
Уильям Хет (англ. William Heath; 2 марта 1737 — 24 января 1814) — американский фермер, военный и политик из штата Массачусетс, представлял Роксбери в Ассамблее Массачусетса в 1761 и с 1771 по 1774 год, в годы войны за независимость вступил в Континентальную армию, был участником осады Бостона и сражений в Нью-Йорке и Нью-Джерси, но плохо проявил себя в сражении при Принстоне, после чего более не командовал войсками. После войны участвовал в ратификации Конституции США в штате Массачусетс и некоторое время служил в сенате штата (1791—1792). Известен своими мемуарами Memoirs of Major General William Heath.  